# Перама (судно)
Перама — малоразмерное парусное транспортное судно. Как правило, типичная перама имела длину около 20 метров, ширину от 3,5 до 4 метров; она оснащалась люгерным парусным вооружением, иногда также несла прямые паруса. 
Суда такого типа широко использовалось на Средиземноморье и в Турции для каботажного и прибрежного мореплавания.